# Соколов, Василий Павлович (1854)
Василий Павлович Соколов (1854—?) — саратовский краевед, преподаватель латинского языка в Саратовском духовном училище (с 1881).

## Биография
Родился 1 января 1854 года в селе Ляча Наровчатского уезда Пензенской губернии.
Окончил Казанскую духовную академию, где получил степень магистра за диссертацию: «Обрезание у евреев» (Казань : Тип. Имп. Ун-та, 1892. — 509, XII с., [1] л. ил.).
Состоя членом и председателем (1905—1909) Саратовской учёной архивной комиссии, принял деятельное участие в её «Трудах».
Имел чин статского советника.
Под его редакцией вышел «Саратовский исторический сборник <…> в память трехсотлетия города Саратова» (Т. 1. — Саратов : тип. Губ. земства, 1891). Сотрудничал в местных газетах и печатал разного содержания статьи и корреспонденции в «Церковно-Общественном Вестнике», «Церковном Вестнике», «Страннике», «Неделе» и др. изданиях. Им были написаны: краткий исторический очерк «Саратовский Троицкий (старый) собор» (Саратов : Строит. ком. при Старом соборе, 1904. — [2], IV, 208 с., вкл. 2 с. обл., 2 л. ил.), «25-летие Саратовской ученой архивной комиссии…» (Саратов : тип. Союза печ. дела, 1911. — [6], 262, 46, II с., 5 л. ил.), «Саратовские епархиальные ведомости за пятьдесят лет их существования…» (Саратов : тип. Союза печ. дела, 1915. — 81 с.).